# 拉加里·朗杰卓嘎
拉加里·朗杰卓嘎（藏語：ལྷ་རྒྱ་རི་རྣམ་རྒྱལ་སྒྲོལ་དཀར།，威利转写：lha rgya ri rnam rgyal sgrol dkar，1986年4月13日—），现任西藏人民议会议员。

## 生平
朗杰卓嘎1986年4月13日出生于印度喜马偕尔邦冈格拉，在北安恰尔邦台拉登长大。她的父亲格桑念扎是第十六世拉加里赤钦，据记载为藏王松赞干布的后裔。她早年在西藏儿童村接受教育，后毕业于格尔瓦尔大学，获英语文学硕士学位。
2008年，朗杰卓嘎在申请印度护照失败后，向德里高等法院提起诉讼。最终，法院裁定朗杰卓嘎胜诉。根据1986年《公民权（修正）法》，凡在1950年1月至1987年7月期间出生于印度领土的人，均可根据属地原则获得印度公民身份。她也由此成为了首位获得印度公民身份的流亡藏人。
她于2013至2016年间担任西藏前政治犯九·十·三运动副主席。2016年升任主席，也成为该组织历史上首位女性主席。同年起，历任第十六、十七届西藏人民议会议员。